# Deutscher Jugendkammerchor
Der Deutsche Jugendkammerchor (djkc) war ein nationales Auswahlensemble von Chorsängerinnen und Chorsängern.

## Ensemble
Seit seiner Gründung 1999 erhielten Chorsängerinnen und Chorsänger, fast alle Musikstudierende an deutschen und internationalen Musikhochschulen, im Alter von 16 bis 27 Jahren in diesem Ensemble die Chance, Chormusik auf einem professionellen Niveau zu erarbeiten und gleichzeitig ein breit gefächertes Repertoire aus allen Epochen der Musikgeschichte kennenzulernen.
Die projektbezogene Arbeitsweise erfolgte an sechs bis acht Arbeitsphasen im Jahr an unterschiedlichen Orten. Die intensive Arbeit mit dem Chor ermöglichte die Entwicklung eines eigenen Chorklangs, der sich durch Intonationsreinheit, Homogenität und Transparenz ausgezeichnet hat.
Seit 2014 stand der Klangkörper unter der ständigen Leitung von Florian Benfer. Ergänzt wurde seine Arbeit durch diverse Gastdirigenten (zuletzt 2014 Frieder Bernius im Rahmen von Chor@Berlin) und Gastdozenten, beispielsweise Erik Sohn (Bühnenpräsenz und Performance) oder Folkert Uhde, der das Ensemble 2013 im Rahmen der Internationalen Orgelwoche Nürnberg und der chor.com mit der Produktion „h-Moll-Messe – eine Deutung“ dramaturgisch unterstützte. Das Ensemble ging einer regen Konzerttätigkeit bei bedeutenden Festivals im In- und Ausland nach und wirkte bei zahlreichen Fernseh-, Rundfunk- und CD-Produktionen mit. Der Deutsche Jugendkammerchor zeigte sich darüber hinaus zeitgemäß bei der Etablierung von Management- und Finanzierungsstrukturen und der Entwicklung neuer, genreübergreifender Aufführungsformate. Er kooperierte regelmäßig mit Profiensembles und deren Chorleitern sowie Komponisten, Notenverlagen, Musikarchiven und Musikhochschulen. Im Jahr 2019 wurde das Projekt im Rahmen der Neugründung des Bundesjugendchores beendet.